# Семейство Кели
Семейство Кели (на английски: The Kelly Family) е ирландско-американска семейна музикална група, състояща се от 12 братя и сестри Кели (Даниел младши, Каролин, Катлийн, Пол, Джон, Мария, Джеймс, Джоузеф, Барбара, Майкъл, Матей и Анджело). Самите те са автори и изпълнители на своите песни, продуценти на албумите си и организатори на концертите си. Групата работи в еклектична посока, съчетавайки жанровете фолк и поп и по-рядко рок. Въпреки американските си корени Кели е практически непознат в САЩ.

## История на групата
Понякога техните родители Даниел старши и Барбара Ан се присъединяват към изпълненията (Даниел младши, Каролин, Катлийн и Пол не са биологични деца на последната, те са родени в предишния брак на баща им). Когато са най-популярни, участват само 9 деца, тъй като Даниел младши, Каролин и Пол напускат групата преди тя да стане известна. Под ръководството на Даниел и Барбара цялото семейство започва да свири музика, да пее и да издава албуми от детството.
В продължение на много години семейство Кели води странстващ начин на живот – пътувайки из Европа с двуетажен автобус и с лодка. През това време стилът на Кели включва дълга коса (и на сестрите, и на братята) и етнически, необичайни костюми.
Сега тяхната лодка „Sean o'Kelley“ и автобусът им са в Техническия музей в Шпайер – (Рейнланд-Пфалц), Германия.
От 1990 г. Кели придобива огромна популярност в Европа. Продават над 3 милиона записа. Повечето Кели продължават активна творческа музикална дейност. Други издават солови албуми и правят турнета. Джоуи напуска музиката, за да преследва кариера като спортист и предприемач.
През 2016 г. групата се възражда с най-успешния си състав, а година по-късно излиза новият албум We Got Love, който получава няколко златни статуса в немскоговорещите страни. Шестнадесетият албум последва през 2019 г., 25 години по-късно.

## Дискография

### Студийни албуми
| Година | Заглавие                                     |
| ------ | -------------------------------------------- |
| 1977   | Kelly Family Tours Europe                    |
| 1978   | Familia Kelly Canta la Navidad               |
| 1979   | The Kelly Family                             |
| 1979   | Lieder der Welt                              |
| 1980   | Ein Vogel Kann im Käfig nicht Fliegen        |
| 1980   | Unsere Schönsten Lieder bei der Kelly Family |
| 1980   | Kelly Family Loves Christmas and You         |
| 1981   | Christmas All Year                           |
| 1981   | Wonderful World                              |
| 1984   | Une Famille c'est Une Chanson                |
| 1989   | Keep On Singing                              |
| 1990   | New World                                    |
| 1991   | Honest Workers                               |
| 1993   | WOW                                          |
| 1994   | Over The Hump                                |
| 1995   | Christmas For All                            |
| 1996   | Almost Heaven                                |
| 1997   | Growin' Up                                   |
| 1998   | From Their Hearts                            |
| 2002   | La Patata                                    |
| 2004   | Homerun                                      |
| 2017   | We Got Love                                  |
| 2022   | Christmas Party                              |